# Gustav Klutsis
Gustav Klutsis (em letão:  Gustavs Klucis, em russo:  Густав Густавович Клуцис) 4 de janeiro de 1895, Rūjiena – 26 de fevereiro de 1938 (43 anos), Moscovo) foi um fotógrafo pioneiro e membro de destaque da vanguarda construtivista no início do século XX. É conhecido pela propaganda soviética que produziu em conjunto com a sua mulher e colaboradora Valentina Kulagina.

## Biografia
Klutsis iniciou a sua aprendizagem artística em Riga em 1912. Em 1915 foi alistado no exército Russo, tendo servido num destacamento de artilharia Letão e seguido para Moscovo em 1918. Nos três anos seguintes estudou arte sob a direcção de Kazimir Malevich e Antoine Pevsner, tendo-se também filiado no Partido Comunista. Foi também nesta época que conheceu e se casou com Valentina Kulagina, que se tornaria sua colaboradora o resto da vida. Graduou-se na escola artística VKhUTEMAS, tendo continuado a ela associado como professor de teoria da cor desde 1924 até ao encerramento da escola em 1930.
Klutsis leccionou, produziu e escreveu sobre arte política para o estado Soviético durante praticamente toda a vida. À medida que o cenário político se degradava ao longo da década de 1920 e 1930, o casal tornou-se alvo de pressão para limitar os seus temas e técnicas. Depois de entusiasmante, revolucionária e utópica, por volta de 1935 a sua arte tinha-se tornado devota do culto da personalidade de Estaline.
Apesar da sua prestação activa e leal em relação ao partido, Klutsis foi preso em Moscovo em 17 de Janeiro de 1938, enquanto se preparava para partir para a Exposição Mundial de Nova Iorque. A sua mulher nunca teve conhecimento do seu destino. Em 1989 foi descoberto que tinha sido executado apenas seis semanas depois da sua prisão na Grande Purga.

## Obra
Klutsis trabalhou numa grande variedade de media experimental. Gostava de usar propaganda como símbolo ou fundo temático revolucionário. O seu primeiro projecto notório, em 1922, foi uma série de quiosques multimedia semi-portáteis a serem instalados nas ruas de Moscovo, integrando "radio-lucutores", ecrãs de cinema, e montras de jornais, tudo em celebração do quinto aniversário da Revolução. Tal como outros construtivistas, trabalhou em escultura, produziu instalações para exposições, ilustrações e arte efémera.
Mas Klutsis e Kulagina são fundamentalmente conhecidos pelas suas fotomontagens. Os nomes de alguns dos seus mais notórios cartazes, como A Electrificação do País (1920) Não Pode Haver Movimento Revolucionário sem Teoria Revolucionária (1927), e Trabalhadores Produtivos para a Reconstrução Socialista (1932), continuam actuais, poderosos e místicos como quando foram produzidos. Para economizar recursos, muitas vezes o próprio casal posava e servia de modelo para as imagens. As suas composições dinâmicas, distorções de escala e espaço, pontos de vista invulgares e perspectivas em colisão fazem do seu trabalho perpetuamente moderno.
Klutsis é um dos quatro artistas que alegam ter inventado o sub-género de fotomontagem política em 1918, a par dos dadaístas Alemães Hannah Höch e Raoul Hausmann, e do Russo El Lissitzky.